# Peridiscaceae
Die Peridiscaceae sind eine kleine Pflanzenfamilie innerhalb der Ordnung der Steinbrechartigen (Saxifragales). Die vier Gattungen mit etwa zehn Arten kommen im tropischen Südamerika und Afrika vor.

## Beschreibung

### Vegetative Merkmale
Es handelt sich um Bäume oder Sträucher. Die wechselständig angeordneten Laubblätter sind in Blattstiel und -spreite gegliedert. Die relativ großen, einfachen und ledrigen Blattspreiten besitzen einen glatten Blattrand. Nebenblätter sind vorhanden.

### Generative Merkmale
Sie haben traubige oder bündelige Blütenstände.
Die relativ kleinen Blüten sind zwittrig und radiärsymmetrisch. Soyauxia-Arten besitzen meist fünf, selten sechs Kelchblätter und meist fünf, selten sechs freie Kronblätter. Bei manchen Arten sind vier bis sieben kelchblattartige, freie Blütenhüllblätter vorhanden, die meist behaart sind. Die vielen (30 bis 100) freien, fertilen Staubblätter werden zentrifugal gebildet. Drei oder vier Fruchtblätter sind zu einem oberständigen Fruchtknoten verwachsen, mit drei oder vier kurze, mehr oder weniger freien Griffeln und ebenso viele Narben.
Es werden je nach Gattung Steinfrüchte oder sich öffnende kapselähnliche Früchte gebildet.

## Systematik
Die Familie Peridiscaceae wurde 1950 durch João Geraldo Kuhlmann in Arquivos do Servico Florestal, 3, S. 4 aufgestellt. Typusgattung ist Peridiscus Benth. Taxa dieser Familie wurden früher in die Familien der Flacourtiaceae, Passifloraceae, Medusandraceae Brenan nom. cons. oder Soyauxiaceae F.A.Barkley nom. nud. bzw. die Ordnung Violales eingeordnet.
Bei „APG III“ sowie „APG IV“ gehört die Familie Peridiscaceae zur Ordnung Saxifragales.
Zur Familie der Peridiscaceae gehören vier Gattungen mit etwa zehn Arten:
- Medusandra Brenan: Die etwa zwei Arten sind im tropischen Westafrika verbreitet.[2]
- Peridiscus Benth.: Sie enthält nur eine Art:[2]
  - Peridiscus lucidus Benth.: Sie kommt in Brasilien und Venezuela vor.
- Soyauxia Oliv.: Die sieben bis acht Arten gedeihen in Wäldern des oberen sowie unteren Guinea der Guineo-Kongolanischen Region im tropischen Westafrika vor:[2]
  - Soyauxia floribunda Hutch.: Sie kommt in Guinea, Sierra Leone, Liberia sowie in der Elfenbeinküste vor.[2]
  - Soyauxia gabonensis Oliv. (Syn.: Soyauxia bipindensis Gilg. ex Baker f., Soyauxia laxiflora Gilg ex Hutch. non Gilg ex A.Chev.): Sie kommt in Nigeria, Kamerun sowie Gabun vor.[2]
  - Soyauxia glabrescens Engl.: Sie kommt in Kamerun sowie Gabun vor.[2]
  - Soyauxia grandiflora Gilg & Stapf: Sie kommt in Liberia, Ghana sowie in der Elfenbeinküste vor.[2]
  - Soyauxia kwewonii Breteler & Jongkind: Sie wurde 2015 erstbeschrieben. Von diesem Endemiten sind nur fünf Fundorte im südöstlichen Liberia bekannt. Die Habitate sind gefährdet und deshalb wurde Soyauxia kwewonii EN = „Endangered“ = „stark gefährdet“ bewertet.[2]
  - Soyauxia ledermannii Sleumer: Sie kommt nur in Kamerun vor.[2]
  - Soyauxia talbotii Baker f. (Syn.: Soyauxia laxiflora Gilg ex A.Chev. non Gilg ex Hutch., Soyauxia velutina Hutch. & Dalz.): Sie kommt in Kamerun, Ghana, Nigeria sowie in der Elfenbeinküste vor.[2]
- Whittonia Sandw.: Sie enthält nur eine Art:[2]
  - Whittonia guianensis Sandw.: Sie ist im nordöstlichen Südamerika verbreitet.

Die Verwandtschaftsverhältnisse können nach Soltis et al. 2007 wie im Evolutionsbaum unten dargestellt werden. Dies deckt sich auch mit der Arbeit von Wurdack & Davis 2009, außer der Position von Whittonia, deren DNA-Sequenzen bisher unbekannt sind. Peridiscus und Whittonia sind auf Grund ihrer morphologischen Merkmale unzweifelhaft Schwester-Taxa.
|  | Soyauxia                                                 |
|  |                                                          |
|  | \| \| Peridiscus \| \| \| \| \| \| Whittonia \| \| \| \| |
|  |                                                          |
|  | Peridiscus                                               |
|  |                                                          |
|  | Whittonia                                                |
|  |                                                          |

|  | Peridiscus |
|  |            |
|  | Whittonia  |
|  |            |

|  | Soyauxia                                                 |
|  |                                                          |
|  | \| \| Peridiscus \| \| \| \| \| \| Whittonia \| \| \| \| |
|  |                                                          |
|  | Peridiscus                                               |
|  |                                                          |
|  | Whittonia                                                |
|  |                                                          |

|  | Peridiscus |
|  |            |
|  | Whittonia  |
|  |            |